# Harehills

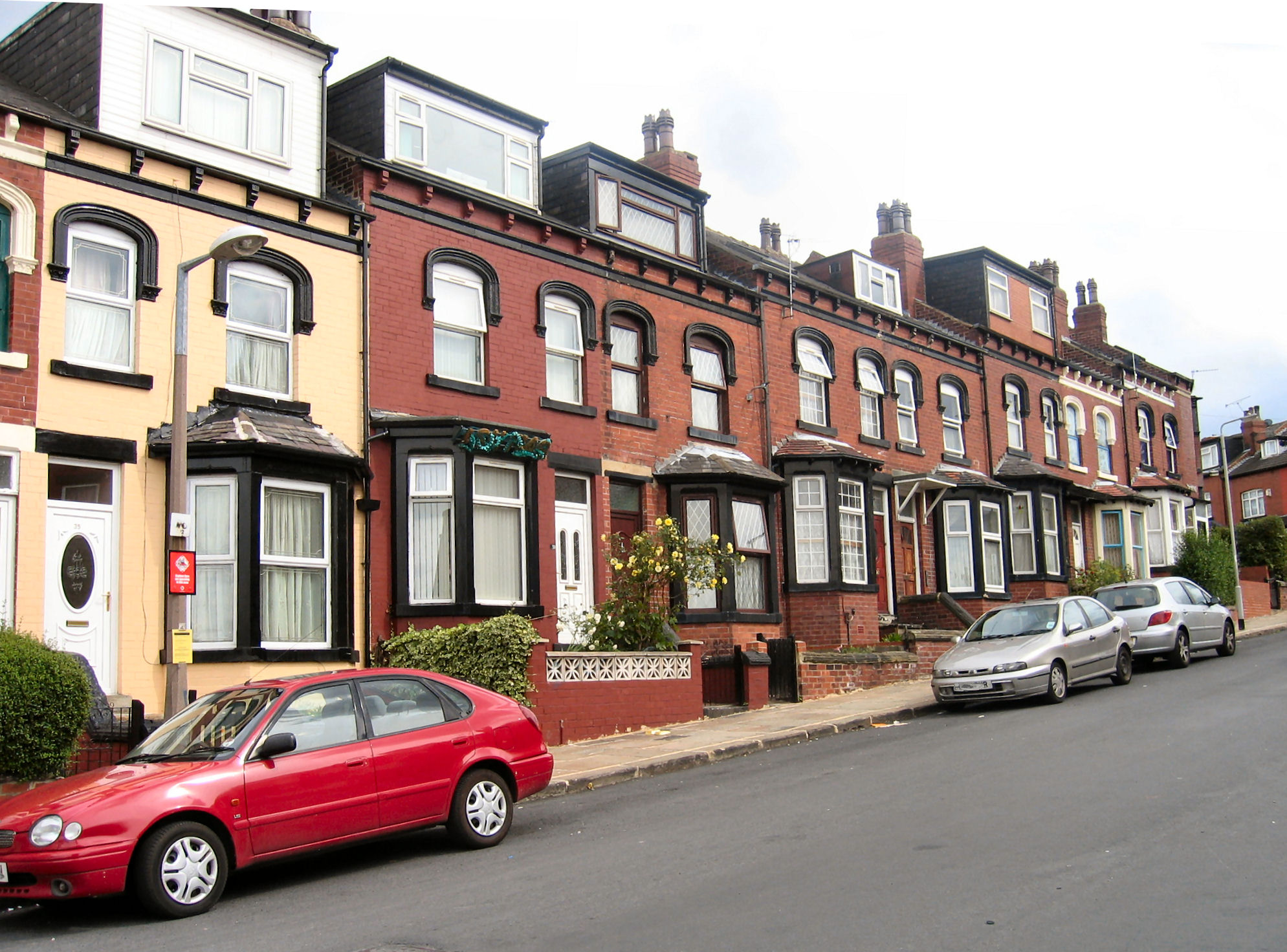
Casas en Harehills.

Harehills innercity es un área de Leeds, West Yorkshire. El área creció en torno a la revolución industrial y fue un centro para la Industria Textil. La mayoría de las casas en el área fueron construidos en el siglo XIX para albergar a la población local de clase trabajadora. El área privada se ha convertido en los últimos años y sufre de una alta tasa de delincuencia. La zona sufrió disturbios en torno a Bandstead Park en 2001. Harehills como los vecinos de la zona Chapeltown sufren de altas tasas de consumo de drogas y los delitos relacionados con armas.